# Поничала
Поничала (груз. ფონიჭალა, азерб. Poniçala) — село в Крцанисском районе муниципалитета (региона) Тбилиси, Грузии.
До 2007 года село входило в состав Гардабанского муниципалитета края Квемо-Картли.

## История
До 1973 года село именовалось Соганлуги (груз. სოღანლუღი, азерб. Soğanlıq). В 1973 году село получило название Поничала. Название села впервые упоминается в исторических документах 1728 года, во время проведённой в регионе переписи населения.
В некоторых древних источниках село проходит под названиями Гургуд, Горгуд или Горгудоба, но начиная с XVII века упоминается название Соганлык. В 1795 году близ села состоялась Крцанисская битва Аги Мохаммеда Каджара с грузинами.
В январе 2007 года село было включено в состав города Тбилиси.
25 сентября 2012 года в рамках предвыборной кампании президент Грузии Михаил Саакашвили встретился с местным населением села Поничала.
В конце 2013 года Министерство по вопросам беженцев, расселению и вынужденно перемещенных лиц Грузии начало строительство в районе села Поничала восьми корпусов, состоящих из 2130 квартир для семей вынужденно перемещенных лиц.

### Топоним
Топоним села Поничала (азерб. Poniçala) в переводе с азербайджанского языка на русский означает «Передняя яма».

## География
Село расположено около магистральной дороги, ведущей из Грузии в Азербайджан, в 2 км от Тбилиси, в 22 км от города Гардабани.

## Население
По данным Государственного статистического комитета Грузии, согласно официальной переписи 2002 года, численность населения села Поничала составила 5698 человек и на 89 % состояла из азербайджанцев, и грузин.
Согласно переписи населения 2014 года численность населения села Поничала составила 4452 человек.

## Экономика
Население в основном занимается овцеводством, скотоводством и овощеводством. Близ села находится одноимённая железнодорожная станция Грузинской железной дороги.

## Достопримечательности
- Средняя школа — построена в 1920 году[4].
- Мечеть

## Известные уроженцы
- Сахил Алахвердови — грузинский боксёр[11].
- Аббас Исаев — выпускник Горийской учительской семинарии[4].
- Садыг Султанов — ашуг[4].
- Иса Керимов — член-корреспондент НАНА (Национальной академии наук Азербайджана)[4].
- Земфира Вердиева — член-корреспондент НАНА (Национальной академии наук Азербайджана)[4].
- Камиль Гахраманов — доктор наук[4].
- Вюгар Алиев — доктор наук, автор книги про село Поничала[4].
- Вагиф Мамедов — доктор наук[4].
- Дарьейнур — народный поэт[4].
- Нурахмед Исаев — писатель, автор книги про село Поничала[4].

## Топографические карты
- Лист карты K-38-90 Марнеули. Масштаб: 1 : 100 000. Состояние местности на 1982 год. Издание 1983 г.